# The Incredible Burt Wonderstone
The Incredible Burt Wonderstone es una película estadounidense de comedia de 2013 dirigida por Don Scardino y escrita por Chad Kultgen, John Francis Daley y Jonathan Goldstein. La cinta trata sobre Burt Wonderstone (Steve Carell), un mago de Las Vegas que se reúne con su excompañero, Anton Marvelton (Steve Buscemi), para competir contra un poderoso mago callejero (Jim Carrey).

## Argumento
Burt Wonderstone (Carell) y Anton Marvelton (Buscemi) son un exitoso dúo de magos de Las Vegas. Su trabajo juntos finaliza cuando Anton es herido por Burt durante el truco de la caja caliente, y Anton se muda al Extremo Oriente. Cuando pierde su protagonismo con un popular mago callejero, Steve Gray (Carrey), Burt convence a Anton para que regrese al escenario y recuperar su lugar.

## Reparto
- Steve Carell como Burt Wonderstone.
- Jim Carrey como Steve Gray.
- Steve Buscemi como Anton Marvelton.
- Olivia Wilde como Jane.
- Alan Arkin como Rance Holloway.
- James Gandolfini como Doug Munny.
- Brad Garrett como Dom.
- Jay Mohr como Rick the Implausible.
- Gillian Jacobs como Miranda.
- David Copperfield como él mismo.
- John Francis Daley como Paramédico.

## Producción

### Desarrollo
La película comenzó a desarrollarse en 2006 cuando New Line Cinema compró el guion de Chad Kultgen titulado Burt Dickenson: The Most Powerful Magician on Planet Earth. El guion fue luego reescrito por el equipo de guionistas compuesto por John Francis Daley y Jonathan Goldstein. El par investigó extensamente el estilo de vida de los magos de Las Vegas, tomando notas sobre la presión de actuar varias veces en un día y las consecuencias de vivir dentro de "la burbuja de Las Vegas donde no estás expuesto al mundo exterior, lo que puede volver a alguien loco o egoísta". En julio de 2011, el argumento fue descrito como la historia de Burt Wonderstone, un mago antes exitoso que era opacado por un mago más joven y provocativo. Cuando Carrey se unió al proyecto en octubre de 2011, el personaje del mago más joven se volvió simplemente un mago rival, con Burt formando parte de un dúo de magos antes exitoso.
En enero de 2011, se anunció que es director de la película sería Charles McDougall. Sin embargo, en abril de 2011, McDougall abandonó el proyecto por razones desconocidas. En junio de 2011, Don Scardino fue confirmado como director definitivo del proyecto. El 16 de junio del mismo año, Jason Reitman fue contratado para hacer algunas reescrituras en el guion. El grado de participación de Reitman no fue especificado, aunque fue contratado por varias semanas de trabajo.

### Casting
El protagonista de la película, Steve Carell, se unió al reparto en septiembre de 2010 para interpretar a Burt Wonderstone, un mago antes exitoso. Su personaje está en parte basado en los famosos magos Siegfried & Roy.
Steve Buscemi entró en negociaciones para el papel en octubre de 2011, para interpretar al compañero de Burt. Por su parte, Jim Carrey entró en negociaciones para interpretar al rival de Burt, el mago callejero cuyo trabajo es a menudo peligroso. El personaje fue descrito por Scardino como "si David Blaine y Criss Angel tuviesen un hijo", pero dijo que Carrey es "un actor idiosincrático, no es ninguno de ellos dos". Carrey hizo una dieta estricta para perder peso y modificar su físico para el papel. El personaje originalmente era un villano de bajo perfil, pero después de que Carrey se unió al reparto quiso llevar al personaje en una dirección "al estilo Jesús". Adam Pally también fue tenido en cuenta para el papel.
Al mismo tiempo, para el personaje de Jane, la ex asistente de Burt, ahora trabajando para su rival, Gray, se anunció que Olivia Wilde, Michelle Monaghan, Judy Greer, Sarah Silverman y Jessica Biel estaban siendo consideradas para el papel. Esta lista se redujo a Silverman, Wilde y Greer, quienes dejaron una buena impresión a los realizadores, pero Wilde sacó ventaja. Se anunció que los realizadores estaban esperando por una lectura de guion de Biel para hacer la elección final. Finalmente fue Wilde quien se aseguró el papel.
A finales de octubre de 2011 se anunció que James Gandolfini estaba en convesaciones para interpretar al millonario dueño del Aztec Casino donde Burt y Anton actúan. Para prepararse para el papel, Gandolfini viajó a Las Vegas en diciembre para conversar con los magos Criss Angel y Nathan Burton, el presidente y el ejecutivo del casino The Mirage, Felix Rapaport y Kenny Epstein, respectivamente, y con el filántropo Larry Ruvo. En la reunión, Rappaport comunicó que Gandolfini quería prepararse para el papel "familiarizandose con Las Vegas, específicamente en el mundo del entretenimiento y la magia".
En diciembre de 2011 se anunció que Brad Garrett estaba en negociaciones para actuar en la película, interpretando a Don, el contador de Burt. El mismo mes, el actor Jay Mohr se unió al reparto para interpretar a un mago.

### Filmación
El rodaje iba a comenzar en octubre de 2011 en Los Ángeles, California, pero fue postergado para enero de 2012, mientras que en octubre se realizaron las audiciones para los personajes que faltaban. La filmación empezó el 10 de enero de 2012, con cuatro días de rodaje en Las Vegas, Nevada, con 400 extras contratados para aparecer como ciudadanos, turistas y empleados del casino. Entre las localizaciones usadas para el rodaje en Las Vegas están los interiores y exteriores del hotel y casino Bally's Las Vegas, la calle Fremont y los exteriores del Las Vegas Strip y del centro de Las Vegas. Scardino, quien no filmaba en Las Vegas desde un episodio de Tracey Takes On... unos quince años atrás, describió el rodaje en la ciudad como "algo absolutamente imperdible". Scardino agregó: "Sentimos que, para darle autenticidad a la película, tenía que ser en el Las Vegas Strip". El primer día de rodaje Carell y Buscemi fueron vistos dentro de una caja de acrílico, y Wilde y Gandolfini también se encontraban en el set. Carell fue filmado en el Strip porque según Scardino "es una criatura del Strip", mientras que Carrey fue filmado en la Fremont Street y sus alrededores, donde su personaje "se sintió más a gusto". Scardino explicó la decisión de filmar a los personajes en esos ambientes diciendo que "dos mundos diferentes de Las Vegas ayudan a definir nuestro talento", con el "siempre cambiante Strip" haciendo contraste con "el atemporal aspecto de la Freemont Street". El 16 de enero de 2012 el equipo de rodaje se trasladó a Los Ángeles y al sur de California, y continuó trabajando en esa zona hasta el 24 de enero. El 7 de febrero, Carrey fue fotografiado filmando en la ciudad de Nueva York.
La filmación terminó el 13 de marzo de 2012, después de 49 días. David Copperfield fue asesor técnico y realizó un acto en un escenario en vivo específicamente para ser usado en la película. Scardino insistió en que el acto no debía depender de trucos de cámara, diciendo: "Yo quería un gran truco en un escenario en donde dijeras: 'Oh, wow, ¿cómo hicieron eso?'". Copperfield dio instrucciones de cómo funcionaba el truco y estuvo presente en el escenario durante su filmación. La producción también contó con otros magos consultores para asegurar que los movimientos de manos durante los trucos fuesen correctos y además hicieron de dobles.

## Estreno
The Incredible Burt Wonderstone fue estrenada como la película de apertura del festival South by Southwest el 8 de marzo de 2013; fue presentada por Carrell, Carrey y Wilde. El 15 de marzo de 2013 tuvo su estreno en los cines de Estados Unidos.

### Reconocimientos
The Incredible Burt Wonderstone recibió tres nominaciones para los Teen Choice Awards 2013, en las categorías Choice Movie: Comedy; Choice Movie Actor: Comedy para Steve Carrell; y Choice Movie Actress: Comedy para Olivia Wilde.